# Borgo Velino
Pour les articles homonymes, voir Borgo et Borghetto.
Borgo Velino est une commune de la province de Rieti dans la région Latium en Italie.

## Administration
| Période                                  | Période  | Identité        | Étiquette | Qualité |
| ---------------------------------------- | -------- | --------------- | --------- | ------- |
| 30 mai 2006                              | En cours | Pietro Graziani |           |         |
| Les données manquantes sont à compléter. |          |                 |           |         |

### Hameaux
Collerinaldo

### Communes limitrophes
Antrodoco, Castel Sant'Angelo, Cittaducale, Fiamignano, Micigliano, Petrella Salto

## Culture locale et patrimoine

### Lieux et monuments
- Église des Saints-Denis-Rustique-et-Éleuthère de Borgo Velino